# 无锡地铁S1线
无锡地铁S1线，又称锡澄轨道交通S1线，无锡至江阴城际轨道交通，锡澄靖城际，是连接无锡市区与江阴市的一条城际铁路，为江苏省沿江城市群城际轨道交通网的组成部分。于2024年1月31日正式开通运营。

## 简介
无锡地铁S1线始于江阴市的江阴外滩站，在江阴境内先后沿鲥鱼港路、虹桥路、徐霞客大道走行，进入无锡惠山区后沿惠山大道走行，接入无锡市惠山区无锡地铁1号线堰桥站。本线全长30.4km，其中地下线10.5km、过渡段0.2km、高架线19.7km；设站10座，其中地下站5座、地上站4座。车辆段为位于徐霞客镇的花山车辆段。控制中心使用无锡地铁现有线网控制中心。靖江至江阴段于2020年列入正在编制中的长江三角洲多层次轨道交通体系规划。

## 历史
2012年4月，无锡地铁S1线随《江苏省沿江城市群城际轨道交通网规划（2012～2020年）》获国家发改委批准建设。在该规划中，本线名为无锡～江阴～靖江线无锡～江阴段，全长31公里，计划于2012~2015年间实施。
2019年7月，无锡至江阴城际轨道交通工程初步设计预评审会召开。
2019年10月，S1线工可正式批复。
2019年10月，S1线正式开工建设。
2020年，S1线江阴至靖江段列入正在编制的长江三角洲多层次轨道交通体系规划。同年，锡澄城际全面开工，江阴外滩站、江阴外滩站—中山公园站区间风井、中山公园站、南门站主体工程正式获得《建筑工程施工许可证》。
2022年12月27日，S1线工程全线贯通，开始铺轨、机电安装等站后工程施工。
2024年1月20日至22日，举行免费试乘活动。
2024年1月31日，正式开通运营。

## 车辆
无锡地铁S1线配车32列，每列为6辆B型车编组，由中车株洲电力机车有限公司生产，运行时速最高可达120km/h，且具备在1号线运行的条件。
- 制造厂商： 中华人民共和国 中车株洲电力机车有限公司
- 车辆外观：列车为鼓型车，以红色、白色为主色调；车头造型采用全新设计。
- 车体材质：铝合金车体
- 列车编组：6节B型车（4M2T，Tc+M+M+M+M+Tc）
- 供电制式：DC 1500V 下接触式第三轨供电，集电靴安装于1、3、4、6号车厢
- 最高速度：120 km/h
- 电气牵引系统：
  - 株洲中车时代电气股份有限公司制 t Power-TN27 (UR1/JP19) 型 IGBT-VVVF
  - 中车株洲电力机车研究所制 t Driver-MD1040 型永磁同步牵引电机（额定功率：230 kW，4×4台）
  - 株洲中车时代电气制 t Power-AA37 (JR10) 型 IGBT-SIV（工频扩展供电方式，2台）
- 制动系统：克诺尔 EP2002 制动控制单元
- 转向架：中车株洲电力机车有限公司制 ZME120 型无摇枕式空气弹簧转向架
- 车辆总数：32列（192辆）
- 该批列车所有车门上设置有LCD显示屏，S101至S116车组的显示屏供应商为苏州华启智能科技股份有限公司，S117至S132车组的显示屏为北京贝能达信息技术股份有限公司提供。

## 车站信息
| 站名                 | 快车                 | 里程 （千米）        | 换乘路线             | 所在地               | 站台形式             | 启用日期             |
| ↑与 █ 1号线 贯通运行 | ↑与 █ 1号线 贯通运行 | ↑与 █ 1号线 贯通运行 | ↑与 █ 1号线 贯通运行 | ↑与 █ 1号线 贯通运行 | ↑与 █ 1号线 贯通运行 | ↑与 █ 1号线 贯通运行 |
| -------------------- | -------------------- | -------------------- | -------------------- | -------------------- | -------------------- | -------------------- |
| 堰桥                 | ●                    |                      |                      | 惠山区               | 高架车站             | 2024年1月31日        |
| 马镇                 | ｜                   |                      | —                    | 江阴市               | 高架车站             | 2024年1月31日        |
| 霞客湾科学城         | ｜                   |                      | —                    | 江阴市               | 高架车站             | 建设中               |
| 青阳                 | ｜                   |                      | —                    | 江阴市               | 高架车站             | 2024年1月31日        |
| 峭岐                 | ｜                   |                      | —                    | 江阴市               | 高架车站             | 2024年1月31日        |
| 南闸                 | ｜                   |                      | —                    | 江阴市               | 高架车站             | 2024年1月31日        |
| 江阴高铁站           | ●                    |                      | 江阴站               | 江阴市               | 地下车站             | 2024年1月31日        |
| 江阴中醫院           | ●                    |                      | —                    | 江阴市               | 地下车站             | 2024年1月31日        |
| 南门                 | ●                    |                      | —                    | 江阴市               | 地下车站             | 2024年1月31日        |
| 中山公园             | ●                    |                      | —                    | 江阴市               | 地下车站             | 2024年1月31日        |
| 江阴外滩             | ●                    |                      | —                    | 江阴市               | 地下车站             | 2024年1月31日        |